# Classe bilingue franco-bretonne
 (août 2024).
Si vous disposez d'ouvrages ou d'articles de référence ou si vous connaissez des sites web de qualité traitant du thème abordé ici, merci de compléter l'article en donnant les références utiles à sa vérifiabilité et en les liant à la section « Notes et références ».
 (avril 2024).

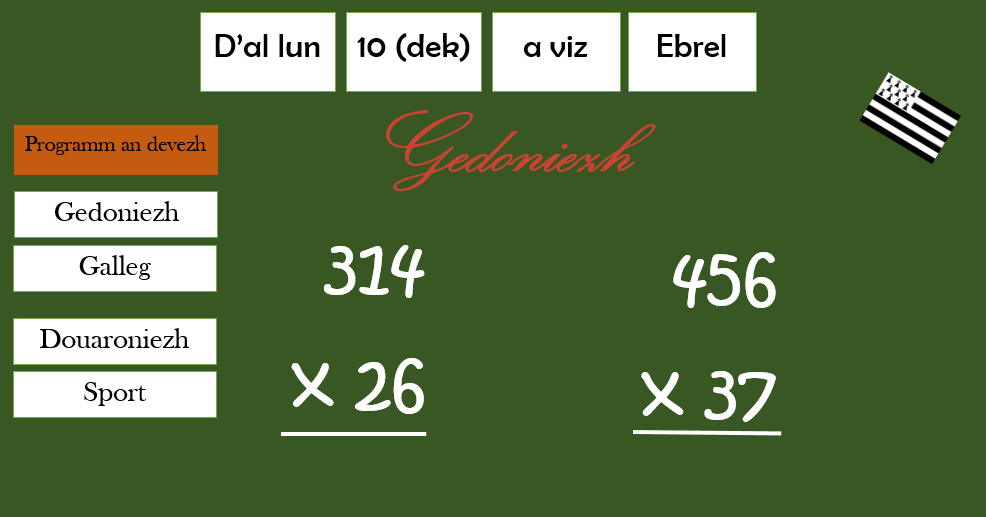
Tableau d'une classe bilingue

L'enseignement bilingue en breton et en français se développe depuis plus de 30 ans. Le nombre d’élèves augmente chaque année et des filières bilingues existent dans plus de 400 établissements, soit dans un cadre immersif (écoles Diwan), soit dans des classes à parité horaire (enseignement public ou privé catholique sous contrat). Il est proposé aux parents d’élèves de l’académie de Rennes d’inscrire leurs enfants dans un établissement disposant de classes bilingues français-breton. De même, certaines écoles de l’Île-de-France et de Loire-Atlantique possèdent des classes bilingues. La pratique quotidienne des deux langues « div yezh » favorise l’apprentissage d’un bilinguisme dès le plus jeune âge.

## Historique
C’est au début des années 1980 que les premières classes bilingues ont été créées, notamment à Rennes et à Lannion.

## Le déroulement d’une classe en fonction de l’âge
De l’école maternelle à l’école primaire, l’élève pratique les deux langues de façon équitable d’après les programmes officiels de l’éducation nationale. L’élève va dans un premier temps comprendre de simples mots de la vie courante qu’il va pouvoir par la suite utiliser. Plus tard, il sera apte à formuler des phrases. Parallèlement il enrichit ses connaissances en français ainsi que sa lecture. Quant aux mathématiques, elles s’effectuent principalement dans cette langue régionale en cycle 3. Certains collèges ont une filière bilingue dans laquelle les élèves suivent certaines disciplines en breton (histoire-géographie, éducation musicale, éducation physique et sportive). Quant aux élèves qui suivent cette option jusqu’au lycée, ils ont uniquement des cours de langue bretonne. Cette langue régionale peut être prise en option lors du baccalauréat. 

## La sauvegarde de la culture bretonne
Les élèves inscrits dans une classe bilingue ne sont pas forcément issus de familles pratiquant cette langue régionale. Il n’est donc pas nécessaire de la maîtriser auparavant, mais il est indispensable de commencer avant la rentrée en CP. 
La Fédération Div Yezh Breizh, qui regroupe aujourd’hui une centaine d’associations, a été fondée par des parents d’élèves en 1979 pour l’enseignement du breton dans les écoles publiques. Son but est de défendre les intérêts de tous les bretonnants. Ainsi, ils s’instruisent par le biais de la langue bretonne. D’autre part, sur le même principe que l’association précédente, Divaskell encadre l’enseignement de la langue bretonne dans les établissements catholiques. Dans les deux cas, les classes bilingues sont intégrées dans des établissements déjà existants. 

## Les filières bilingues publiques
Depuis 1982, l’Éducation nationale met en place des classes bilingues au sein de ses établissements,,. Les enseignements sont dispensés en breton et en français selon le principe de la parité horaire. L’apprentissage de la lecture y est développé de manière parallèle dans les deux langues. L'association de parents d'élèves pour l'enseignement du breton à  l'école publique est l'association "Div Yezh Breizh",.

## Les filières bilingues privées
Depuis 1990, les écoles catholiques disposent également de classes bilingues, selon le principe de la parité horaire. L'association de parents d'élèves pour l'enseignement du breton dans les écoles privées est l'association Divaskell (ex : Dihun).

## Les écoles Diwan
Les écoles "Diwan" existent depuis 1977. Il s’agit d’un réseau d’écoles associatives bilingues qui proposent un cursus complet de la maternelle à la terminale. L’association Diwan contrôle et gère ses propres écoles entièrement bilingues.
Les programmes sont ceux de l’Éducation Nationale. Pionnières en Bretagne en matière de bilinguisme, les écoles Diwan utilisent la pédagogie de l’immersion totale dès l'arrivée en maternelle, mise au point par les écoles françaises du Québec. Cette pédagogie permet de créer un environnement favorable à l’expression naturelle de la langue en dehors des cours.
Elle permet ainsi de contrebalancer la forte présence du français en dehors de l’école et souvent à la maison. En classe, la langue française est pour sa part progressivement introduite pendant les années de primaire. 

## Principes de fonctionnement des classes à parité horaire
- La classe est prise en charge par un enseignant bilingue de l'Éducation nationale.
- L'enseignement y est dispensé de manière à assurer une parité d'exposition et d'utilisation des deux langues.
- La continuité de l'enseignement bilingue est assurée tout au long de la scolarité primaire, puis dans le secondaire dans le cadre d'une carte académique des pôles.
- La langue n'est pas traitée comme une matière à part ; elle est à la fois objet et langue d'enseignement pour les différents domaines disciplinaires tels que ceux des mathématiques, de l'histoire ou de l'EPS, ce qui permet à l'enfant de devenir véritable bilingue.
- L'enseignement respecte les programmes officiels de l'école primaire et est organisé dans le cadre du projet d'école.

Les classes bilingues mettent en œuvre un bilinguisme précoce, favorisé par la pratique quotidienne des deux langues comme outils de la communication et des apprentissages, à la différence du dispositif d'initiation au breton prévu pour une durée d'une heure hebdomadaire.

## Principes de fonctionnement de la pédagogie immersive
- La maternelle

La totalité des horaires des classes de maternelle est consacrée à l’enseignement du breton et en breton, selon la méthode dite de l’immersion. Cette méthode se caractérise par le fait que la seule langue utilisée par le maître est le breton.
- Cours préparatoire

Les apprentissages fondamentaux (lecture, écriture, calcul) se font en breton et seront rapidement transposables en français. L’enfant qui lit le breton se met rapidement à lire le français. La transposition se résume, pour l’essentiel, à l’apprentissage d’une graphie différente, de certains phonèmes.
- L’enseignement de la langue française

La deuxième année du cycle primaire (CE1) voit l’introduction du français dans le programme d’enseignement.

## Effectifs
À la rentrée 2024, les effectifs sont les suivants: la filière publique scolarise 11 057 élèves (+4.80%), la filière de l'enseignement catholique 5 308 (- 2.50%) et les écoles Diwan 3 915 (- 1.60%). Les effectifs de la filière publique bilingue ont progressé dans les 5 départements bretons.  [non neutre]
Pour cette même rentrée, le nombre d'élèves scolarisés en filière bilingue breton-français (public, privé et associatif) de la maternelle au lycée atteint les 20 280 élèves, répartis sur 683 sites.
Ventilation des effectifs par département (2024): Finistère: 8 949; Morbihan: 5 181; Côtes-d'Armor: 2 787; Ille-et-Vilaine: 2 409 Loire-Atlantique: 954